# ليرتشي
ليرتشي (بالإيطالية: Lérici)‏ هي بلدة إيطالية تقع في مقاطعة لا سبيتسيا في إقليم ليغوريا.